# JTBC 월화 드라마
JTBC 월화 드라마는 JTBC에서 매주 월요일부터 화요일에 오후 11시에 방송 중인 드라마 프로그램이다.

## 개요
미니 시리즈 드라마 형식으로 방송 중이다.

## 방송 시간
| 방송 채널 | 방송 기간                           | 방송 시간                                          | 방송 분량  |
| --------- | ----------------------------------- | -------------------------------------------------- | ---------- |
| JTBC      | 2011년 12월 5일 ~ 2012년 7월 16일   | 매주 월요일 ~ 화요일 오후 8시 45분 ~ 오후 9시 55분 | 1시간 10분 |
| JTBC      | 2012년 10월 29일 ~ 2012년 11월 6일  | 매주 월요일 ~ 화요일 오후 11시 ~ 오전 12시 10분    | 1시간 10분 |
| JTBC      | 2012년 11월 12일 ~ 2014년 11월 11일 | 매주 월요일 ~ 화요일 오후 9시 50분 ~ 오후 11시     | 1시간 10분 |
| JTBC      | 2017년 12월 11일 ~ 2018년 4월 17일  | 매주 월요일 ~ 화요일 오후 11시 ~ 오전 12시 20분    | 1시간 20분 |
| JTBC      | 2018년 4월 23일 ~ 2018년 9월 18일   | 매주 월요일 ~ 화요일 오후 11시 ~ 오전 12시 30분    | 1시간 30분 |
| JTBC      | 2018년 10월 1일 ~ 2020년 11월 10일  | 매주 월요일 ~ 화요일 오후 9시 30분 ~ 오후 11시     | 1시간 30분 |
| JTBC      | 2021년 1월 18일 ~ 2021년 3월 9일    | 매주 월요일 ~ 화요일 오후 9시 ~ 오후 10시 30분     | 1시간 30분 |
| JTBC      | 2021년 11월 8일 ~ 2022년 2월 8일    | 매주 월요일 ~ 화요일 오후 11시 ~ 오전 12시 30분    | 1시간 30분 |

## 프로그램 리스트
- 아래 프로그램은 2002년 11월 이후 시청 가능 연령을 표시하는 드라마 프로그램 등급 제도를 의무적으로 시행하여 현재까지 이어지고 있습니다.
- 2017년 3월 1일부터 TV 프로그램 등급 표시 외에 주제, 폭력성, 선정성, 언어, 모방 위험 등 분류 사유 표시를 의무적으로 시행하고 있습니다.

### 2010년대

#### 2011년
- 《빠담빠담… 그와 그녀의 심장박동소리》 : 2011년 12월 5일 ~ 2012년 2월 7일

#### 2012년
- 《신드롬》 : 2012년 2월 13일 ~ 2012년 4월 17일
- 《해피 엔딩》 : 2012년 4월 23일 ~ 2012년 7월 16일
- 《우리가 결혼할 수 있을까》 : 2012년 10월 29일 ~ 2013년 1월 1일

#### 2013년
- 《무정도시》 : 2013년 5월 27일 ~ 2013년 7월 30일
- 《그녀의 신화》 : 2013년 8월 5일 ~ 2013년 10월 8일
- 《네 이웃의 아내》 : 2013년 10월 14일 ~ 2013년 12월 24일

#### 2014년
- 《우리가 사랑할 수 있을까》 : 2014년 1월 6일 ~ 2014년 3월 11일
- 《밀회》 : 2014년 3월 17일 ~ 2014년 5월 13일
- 《유나의 거리》 : 2014년 5월 19일 ~ 2014년 11월 11일

#### 2017년
- 《그냥 사랑하는 사이》 : 2017년 12월 11일 ~ 2018년 1월 30일

#### 2018년
- 《으라차차 와이키키》 : 2018년 2월 5일 ~ 2018년 4월 17일
- 《미스 함무라비》 : 2018년 5월 21일 ~ 2018년 7월 16일
- 《라이프》 : 2018년 7월 23일 ~ 2018년 9월 11일
- 《뷰티 인사이드》 : 2018년 10월 1일 ~ 2018년 11월 20일
- 《일단 뜨겁게 청소하라!!》 : 2018년 11월 26일 ~ 2019년 2월 4일

#### 2019년
- 《눈이 부시게》 : 2019년 2월 11일 ~ 2019년 3월 19일
- 《으라차차 와이키키 2》 : 2019년 3월 25일 ~ 2019년 5월 14일
- 《바람이 분다》 : 2019년 5월 27일 ~ 2019년 7월 16일
- 《열여덟의 순간》 : 2019년 7월 22일 ~ 2019년 9월 10일
- 《꽃파당: 조선혼담공작소》 : 2019년 9월 16일 ~ 2019년 11월 5일
- 《보좌관 2》 : 2019년 11월 11일 ~ 2019년 12월 10일
- 《검사내전》 : 2019년 12월 16일 ~ 2020년 2월 11일

### 2020년대

#### 2020년
- 《날씨가 좋으면 찾아가겠어요》 : 2020년 2월 24일 ~ 2020년 4월 21일
- 《야식남녀》 : 2020년 5월 25일 ~ 2020년 6월 30일
- 《모범형사》 : 2020년 7월 6일 ~ 2020년 8월 25일
- 《18 어게인》 : 2020년 9월 21일 ~ 2020년 11월 10일

#### 2021년
- 《선배 그 립스틱 바르지 마요》  : 2021년 1월 18일 ~ 2021년 3월 9일
- 《아이돌: 더 쿠데타》 : 2021년 11월 8일 ~ 2021년 12월 14일
- 《한 사람만》 : 2021년 12월 20일 ~ 2022년 2월 8일

#### 2025년
- 《발칙하게 고고》 : 2025년 10월 6일 ~ 방영 예정

## 경쟁 프로그램
- KBS 2TV 월화 드라마
- MBC 월화 드라마
- SBS 월화 드라마
- TV조선 월화 드라마
- MBN 월화 드라마
- 채널A 월화 드라마
- tvN 월화 드라마
- ENA 월화 드라마